# Nestroy-Theaterpreis/Publikumspreis

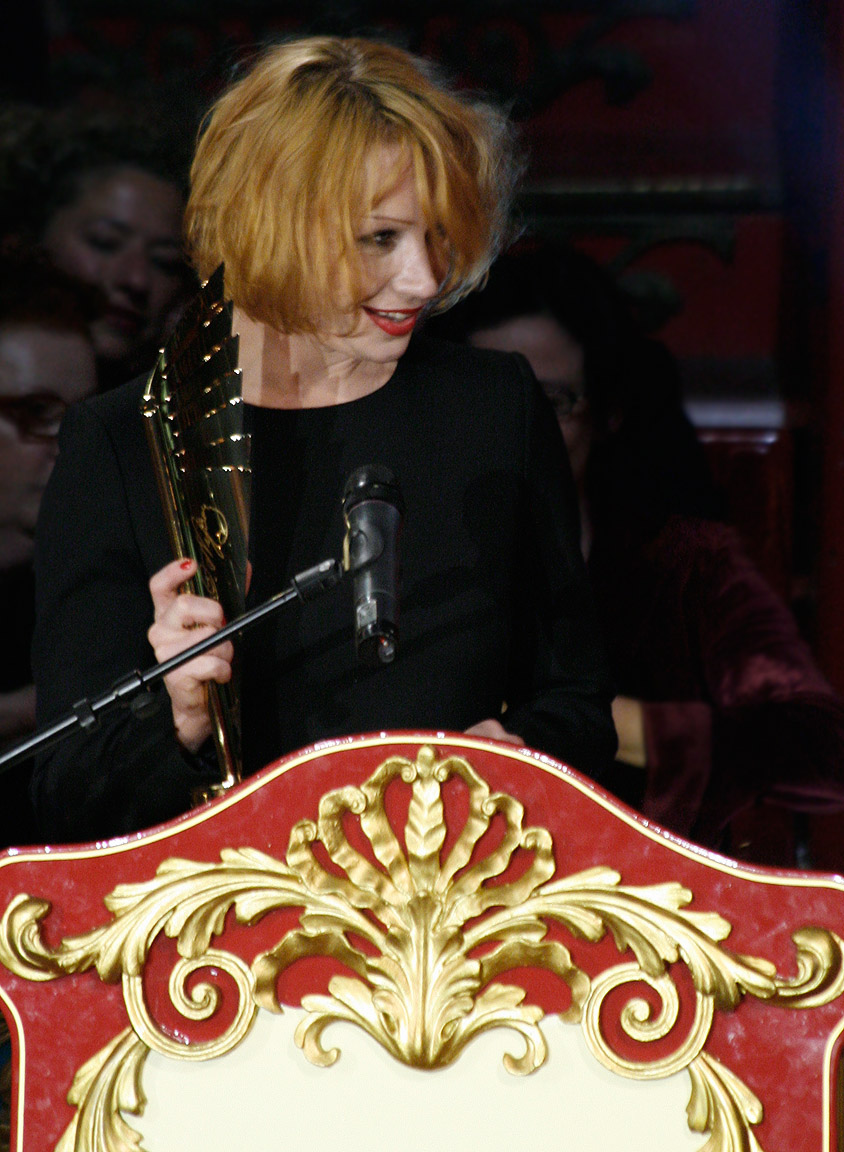
Birgit Minichmayr (Nestroy-Theaterpreis 2009)

Seit 2009 werden beim Nestroy-Theaterpreis beliebte Persönlichkeiten der Theaterwelt mit einem Publikumspreis geehrt. Abgestimmt wird per Internet über eine Fülle an Nominierten.

## Preisträger
| Jahr | Preisträger           |
| ---- | --------------------- |
| 2009 | Birgit Minichmayr     |
| 2010 | Paulus Manker         |
| 2011 | Eleonore Bürcher      |
| 2012 | Claudius Körber       |
| 2013 | Florian Teichtmeister |
| 2014 | Maria Happel          |
| 2015 | Florian Teichtmeister |
| 2016 | Nikolaus Habjan       |
| 2017 | Max Simonischek       |
| 2018 | Nikolaus Habjan       |
| 2019 | Thomas Frank          |
| 2020 | Michael Niavarani     |
| 2021 | Verena Altenberger    |
| 2022 | Stefan Jürgens        |
| 2023 | Nick Romeo Reimann    |
| 2024 | Tom Neuwirth          |